# 巴戈
巴戈（1954年7月4日—2022年2月16日），台灣資深男藝人，生於台灣，紫嵐藝術設計公司創辦人，曾任中華民國演員工會常務理事、台灣演藝人協會常務理事、台灣優質生命協會理事長。

## 家世
巴戈父親巴紹龍，湖北黃岡人；母親楊貞，原籍浙江龍游，從小寄養於杭州大戶人家。父親約1936年任湖北省應山縣馬坪第四區區長，1936年冬調任應山縣廣水第二區區長，1940年冬調任安徽省立煌縣，1942年春升任安徽省財政廳庶務主任兼安徽省田糧管理處主任，在安徽省財政廳工作至1947年。1947年秋父親調任台灣省物資調節委員會課長，未幾降職台灣省水利局專員直至逝世。母親1914年生，2013年亡。
巴戈在兄弟姊妹中排行第五，上有兩兄兩姊。大哥巴弓是中華民國國軍職業軍人，二哥巴箭曾任電視節目製作人、民視業務部經理、民視副總經理， 老么巴東是專門研究張大千的學者（曾任國立歷史博物館研究員、國立臺灣師範大學美術研究所兼任教授，1996年在國立歷史博物館出版《張大千研究》），大姊巴恆比巴戈大24歲，二姊巴莉。

## 事業
巴戈8歲時以童星身份出道。高中時期，巴戈就讀台北市私立強恕高級中學。高中畢業後，巴戈考進國立藝專美工科（國立臺灣藝術大學設計學院工藝設計學系前身）平面組，學習美工與設計。
1977年巴戈在馬祖列島東引島當兵，但他成名後沒能赴馬祖勞軍，只在陸軍馬祖防衛司令部司令陸華寧任內私下訪問馬祖。
國立藝專畢業後，巴戈成為華視基本演員，總共在華視待了36年。1980年，巴戈參演華視連續劇《江南春》，飾演沒有台詞的書僮。1986年及1987年，巴戈與鄒美儀以華視綜藝節目《雙星報喜》榮獲電視金鐘獎最佳節目主持人獎，巴戈從此成為知名主持人。不料，1987年，巴戈因聲援高凌風向華視爭取藝人福利而被華視封殺，將近一年未出現於任何一個電視節目。
巴戈與華視解約後，台視綜藝節目《強棒出擊》發通告給他，結果他到了現場卻被取消錄影通告；也曾有中視綜藝節目屬意他擔任主持人，一切細節談妥了，卻在開鏡之前被取消，答覆也是因為華視有意見；但華視否認施壓。1988年，台視與巴戈簽約，讓他主持《強棒出擊》與《綜藝出擊》；《綜藝出擊》因成績不如預期理想而被《就在今夜》取代。
2005年，巴戈當選國立臺灣藝術大學「50週年傑出楷模校友」。
2013年11月19日，巴戈在東森財經新聞台節目《夢想街57號》首次證實自己有藏酒，之前都沒說的原因是怕他的朋友到他家喝他的好酒。
2021年9月，巴戈得知自己罹患胰臟癌末期。2022年2月16日晚上，巴戈因胰臟癌於台北長庚醫院逝世。

## 婚姻
1981年，巴戈與國立藝專同學張令娜結婚，育有二名女兒巴勻、巴安及二名兒子巴笙、巴策。巴安曾參演台灣電影《海水正藍》，巴勻曾任年代電視業務部職員、民視業務部職員。 除了主持節目，巴戈也曾開設「紫嵐藝術設計公司」。
2008年1月19日，《蘋果日報》報導，當時53歲的巴戈與一個年輕女子互動親密，共遊淡水，又在台北東區共進晚餐；巴戈澄清，她是他的普通朋友。

## 主持作品

### 電視節目
| 播出時間                                                                   | 頻道         | 節目                                                             | 備註                                                   |
| -------------------------------------------------------------------------- | ------------ | ---------------------------------------------------------------- | ------------------------------------------------------ |
|                                                                            | 台灣電視公司 | 《強棒出擊》                                                     | 與楊海薇主持                                           |
|                                                                            | 台灣電視公司 | 《世界大驚奇》                                                   | 與楊海薇主持                                           |
|                                                                            | 台灣電視公司 | 《女丑劇場》                                                     | 與方芳芳主持                                           |
|                                                                            | 台灣電視公司 | 《王牌登場》                                                     | 與方芳主持                                             |
|                                                                            | 台灣電視公司 | 《綜藝出擊》                                                     |                                                        |
| 1988年8月20日～已停播                                                      | 台灣電視公司 | 《就在今夜》                                                     | 與方芳芳主持                                           |
|                                                                            | 台灣電視公司 | 《就在今宵》                                                     | 與方芳芳主持                                           |
| 1989年                                                                     | 台灣電視公司 | 《歡樂大除夕》（除夕特別節目）                                   | 與楊海薇主持                                           |
|                                                                            | 台灣電視公司 | 《好運狂飆 周末大放送》                                          | 與陶君薇主持                                           |
| 1991年2月14日20:00～24:30                                                  | 台灣電視公司 | 《熱情守歲喜洋洋》（除夕特別節目）                               |                                                        |
| 1991年5月                                                                  | 中國電視公司 | 《歡樂大聯盟》                                                   |                                                        |
|                                                                            | 中國電視公司 | 《歡樂八點見》                                                   | 前期與崔麗心主持，後期與田希仁主持                     |
|                                                                            | 中國電視公司 | 《雞蛋碰石頭》                                                   | 與藍心湄主持                                           |
|                                                                            | 中國電視公司 | 《誰來開口》                                                     |                                                        |
| 1994年11月6日至1994年11月20日每週日12:20～13:50 1994年11月22日21:30～23:00 | 中國電視公司 | 《歡唱一百 全國卡拉OK大賽》（中國國民黨一百週年黨慶卡拉OK大賽）  | 與蕭裔芬主持                                           |
| 1997年10月7日至1997年11月4日，每週二21:00～22:00                           | 中國電視公司 | 《台灣演藝圈》（類戲劇）                                         |                                                        |
| 1998年2月17日00:30～01:00與02:00～02:25                                    | 中國電視公司 | 《愛心之島》（《聯合晚報》十週年社慶園遊會）                     | 與崔麗心主持                                           |
|                                                                            | 中華電視公司 | 《雙星報喜》                                                     | 與鄒美儀主持                                           |
| 1986年2月9日12:20～15:30                                                   | 中華電視公司 | 《新春新禧開新運》（大年初一特別節目）                           | 與崔苔菁、藍心湄、鄭進一主持                           |
|                                                                            | 中華電視公司 | 《江山萬里情》                                                   | 第二代，與崔麗心主持                                   |
| 1993年11月29日至1994年4月14日                                              | 中華電視公司 | 《連環泡》                                                       | 第十二代，與董至成、胡惠玲主持；第十四代，與曹啟泰主持 |
| 1994年4月18日至1994年7月26日，每週一至週四21:30～22:00                     | 中華電視公司 | 《連環大車拼》                                                   |                                                        |
| 1994年7月9日至1995年9月8日，每週一至週五12:30～13:00                       | 中華電視公司 | 《金牌午餐秀》                                                   | 與白冰冰主持                                           |
| 1995年6月15日至1998年4月3日                                                | 中華電視公司 | 《世界多奇妙》                                                   |                                                        |
| 2006年10月31日                                                             | 中華電視公司 | 《圓夢35 快樂出航 華視35週年台慶酒會》（華視35週年台慶特別節目） | 與李明依主持                                           |
| 1998年6月                                                                  | 佛光衛視     | 《電視什麼都有》                                                 |                                                        |
| 2010年3月7日～？，每周日22:35左右，58分钟                                  | 深圳卫视     | 《大牌生日会》                                                   |                                                        |

### 頒獎典禮主持
金曲獎
| 年份   | 節目                | 頻道 |
| ------ | ------------------- | ---- |
| 1991年 | 第3屆金曲獎頒獎典禮 | 中視 |
| 1994年 | 第6屆金曲獎頒獎典禮 | 中視 |

金鐘獎
| 年份   | 節目                 | 頻道 |
| ------ | -------------------- | ---- |
| 1990年 | 第25屆金鐘獎頒獎典禮 | 台視 |

金馬獎
| 年份   | 節目                 | 頻道 |
| ------ | -------------------- | ---- |
| 1989年 | 第26屆金馬獎頒獎典禮 | 中視 |

其他
- 1988年 台北市演員工會與聯合報系舉辦 第一屆(也是唯一一屆)表演藝術金龍獎頒獎典禮（與崔苔菁主持）

## 演出作品
*以下列表只記錄巴戈演出過的影視作品，若有遺漏，請協助補充相關資料。

### 電影
| 年份   | 片名                                  | 飾演                     |
| ------ | ------------------------------------- | ------------------------ |
| 1964年 | 《天字第一號 續集》                   |                          |
| 1965年 | 《婉君表妹》                          | 周叔豪                   |
| 1965年 | 《泰山寶藏》                          | 有福                     |
| 1965年 | 《一江春水向東流》                    |                          |
| 1965年 | 《西施》                              |                          |
| 1965年 | 《天羅地網》                          |                          |
| 1965年 | 《何日君再來》                        |                          |
| 1965年 | 《八歲小偵探》                        |                          |
| 1966年 | 《我女若蘭》                          | 邱文雄（若蘭同學，幼年） |
| 1966年 | 《貞潔牌坊》                          |                          |
| 1966年 | 《聖保羅砲艇》                        | 賣鳥的小男孩             |
| 1967年 | 《梨山春曉》                          |                          |
| 1967年 | 《雪山夢回》                          |                          |
| 1967年 | 《小情人逃亡》                        |                          |
| 1968年 | 《白鷺人家》                          |                          |
| 1969年 | 《捉妖斬魔》                          |                          |
| 1969年 | 《小飛俠》（英文：Young Flying Hero） |                          |
| 1969年 | 《金沙刀》                            |                          |
| 1971年 | 《雲山夢回》                          |                          |
| 1974年 | 《飛天童大鬥蝙蝠魔》                  |                          |
| 1974年 | 《騙術奇譚》                          | 藥店夥計                 |
| 1980年 | 《古寧頭大戰》                        |                          |
| 1981年 | 《能屈能伸大丈夫》                    |                          |
| 1981年 | 《天降神兵》                          |                          |
| 1982年 | 《失足夫人》                          |                          |
| 1982年 | 《小精靈吃頑皮鬼》                    |                          |
| 1982年 | 《新飛天神童》                        |                          |
| 1982年 | 《狼女白魔》                          |                          |
| 1982年 | 《大遠景》                            |                          |
| 1983年 | 《聰明學生笨老師》                    |                          |
| 1986年 | 《八二三炮戰》                        | 德順                     |
| 1987年 | 《旗正飄飄》                          | 巴山                     |
| 1987年 | 《金水嬸》                            |                          |
| 1987年 | 《大頭兵3：阿兵哥》                   | 巴鳳梧                   |

### 有聲書
- 可登唱片錄音帶《巴戈的小麻煩》（巴安主問，巴戈主答）

### 電視劇
| 年份                           | 頻道                   | 劇名                                   | 飾演           |
| ------------------------------ | ---------------------- | -------------------------------------- | -------------- |
| 1988年12月14日                 | 台灣電視公司           | 台視劇場《驢子與紅蘿蔔》（共1集）      | 楊義雄         |
| 1989年3月13日至1989年4月7日    | 台灣電視公司           | 《郵差總是按錯鈴》（共20集）           | 余耀祖         |
| 1989年8月11日至1989年10月5日   | 台灣電視公司           | 《又見郵差來按鈴》（共40集）           | 余耀祖         |
| 1990年4月26日至1990年6月21日   | 台灣電視公司           | 《郵差三度來按鈴》（共40集）           | 高青天         |
| 1990年11月22日至1991年1月26日  | 台灣電視公司           | 《今天不看病》（共48集，製作人兼演員） | 武斷           |
| 1997年3月17日至1997年5月12日   | 台灣電視公司           | 《添丁發財好運來》（共40集）           | 張台生         |
| 1992年2月10日至1992年3月16日   | 中國電視公司           | 《媽媽帶我嫁》（共26集）               | 畢成功         |
| 2002年11月4日至2002年12月6日   | 中國電視公司           | 《時來運轉》（共25集）                 |                |
| 2003年12月至2004年2月          | 中國電視公司           | 《文英ㄟ厝邊》（共40集）               | 陳琳父         |
| 2007年10月3日至2007年11月1日   | 中國電視公司           | 《我愛芙蓉姐》（共22集）               |                |
| 2009年12月8日至2010年4月9日    | 中國電視公司           | 《青梅竹馬》（共78集）                 | 汪永順         |
| 1974年4月8日至1974年11月3日    | 中華電視公司           | 《包青天》（共350集）                  | 雨墨           |
| 1977年5月7日至1977年7月5日     | 中華電視公司           | 《天涯、俠士、萬里追》（共60集）       |                |
| 1980年1月21日至1980年7月5日    | 中華電視公司           | 《江南遊》（共148集）                  |                |
| 1980年10月16日至1980年12月24日 | 中華電視公司           | 《江南春》（共60集）                   |                |
| 1981年                         | 中華電視公司           | 華視劇展《扭曲了的愛情》（共1集）      | 猴子           |
| 1983年                         | 中華電視公司           | 《江南遊龍》遊龍戲鳳                   | 小柱子         |
| 1984年6月11日至1984年7月13日   | 中華電視公司           | 《河山春曉》（共30集）                 |                |
| 1986年4月3日至1986年5月14日    | 中華電視公司           | 《花月正春風》（共30集）               | 主持人         |
| 1998年7月6日至1998年9月1日     | 中華電視公司           | 《爸爸的本尊》（共42集）               | 靈差           |
| 2004年8月16日～2005年2月28日   | 中華電視公司           | 《華視Live有Go站》（共124集）          |                |
| 2006年9月13日～2006年11月7日   | 中華電視公司           | 《超級拍檔》（共40集）                 |                |
| 2002年11月                     | 公共電視文化事業基金會 | 《人生劇展－今天不上班》（共1集）      | 施易生         |
|                                | TVBS (頻道)            | 《二休劇場》                           |                |
|                                | 東森綜合台             | 《婆媳過招千百回》（共60集）           | 陳世昌         |
| 2005年11月26日至2006年5月27日  | 八大綜合台             | 《終極一班》（共21集）                 | 錢萊冶(金筆客) |
| 2007年8月8日至2007年10月23日   | 八大綜合台             | 《終極一家》（共55集）                 | 錢萊冶殺千刀   |
| 2009年2月27日至2010年2月26日   | 八大綜合台             | 《終極三國》（共53集）                 | 左慈           |
| 2012年2月24日                  | 民間全民電視公司       | 《廉政英雄》（共5集）                  | 齊英武         |
|                                | 壹電視綜合台           | 《幸福蒲公英》                         | 汪揚達         |
| 2009年                         | 中國大陸各電視台       | 《微笑在我心》                         | 向榮           |
| 2011年                         | 中國大陸各電視台       | 《回家的誘惑》                         | 林守成         |
| 2013年                         | 中國大陸各電視台       | 《全民公主》                           | 周幸男         |
| 2016年                         | 中國大陸各電視台       | 《幸福在一起》                         |                |
| 2019年3月24日                  | 公共電視台             | 《我們與惡的距離》                     | 丁美媚的父親   |
| 2019年5月                      | TVBS歡樂台             | 《女兵日記女力報到》                   | 巴自清         |

## 廣告代言
- 乖乖「孔雀香酥脆」（與鄒美儀合拍）
- 森永乳業「新森永吉力蜜力奶粉」（與巴安合拍）
- 新光人壽「新光吉利500萬保障」（與鄒美儀合拍）
- 白馬窯業「白馬磁磚、大欣磁磚」
- 凱仕達安全科技「美國看門狗」數位監視錄影機

## 酒駕事件
2006年10月28日凌晨，巴戈與朋友約在台北市市民大道某餐廳吃消夜，並喝了啤酒，之後他開車經過八德路跟北寧路口，因為違規右轉被交通警察攔下，警察將他帶回派出所酒測，發現他的酒測值竟然高達0.86，於是當場扣車，還將他函送台北地檢署偵辦。開庭時巴戈坦承酒駕，但仍自認開車時意識很清醒。檢察官開出罰鍰新台幣五萬元外加兩年內不得再犯的緩起訴條件，巴戈答應後立刻在地檢署提款繳錢。

## 獎項
| 年份   | 獲提名       | 獎項                             | 結果 |
| ------ | ------------ | -------------------------------- | ---- |
| 1985年 | 《雙星報喜》 | 第20屆金鐘獎綜藝節目主持人獎     | 提名 |
| 1986年 | 《雙星報喜》 | 第21屆金鐘獎綜藝節目主持人獎     | 獲獎 |
| 1987年 | 《雙星報喜》 | 第22屆金鐘獎綜藝節目主持人獎     | 獲獎 |
| 1989年 | 《就在今夜》 | 第24屆金鐘獎綜藝節目主持人獎     | 提名 |
| 1990年 | 《就在今夜》 | 第25屆金鐘獎最佳綜藝節目主持人獎 | 提名 |
| 1991年 | 《就在今夜》 | 第26屆金鐘獎電視綜藝節目主持人獎 | 獲獎 |

## 外部連結
- 巴戈在互联网电影资料库（IMDb）上的資料（英文）
- 巴戈在香港影庫上的簡介